# Johann Philip Bachmann
Johann Filip Bachmann (1726. – 1837.), istaknuti njemački graditelj orgulja. 
Rođen je u Kreuzbergu u Njemačkoj. Emigrirao je u SAD i radio s Davidom Tannenbergom.

## Vanjske poveznice
- 1819 Organ by Philip Bachman  Arhivirana inačica izvorne stranice od 18. travnja 2015. (Wayback Machine)